# Harald Zeiss
Harald Zeiss (* 19. Januar 1972 in Simmern/Hunsrück) ist ein deutscher Wirtschaftswissenschaftler und Experte im nachhaltigen Tourismus. Seit 2011 lehrt er als Professor für Tourismusmanagement und Betriebswirtschaft an der Hochschule Harz in Wernigerode.

## Leben
Zeiss wuchs in Simmern im Hunsrück auf und zog mit seiner Familie 1985 nach Madagaskar in die Hauptstadt Antananarivo. Dort ging er auf die französische Schule und schloss diese 1990 mit dem französischen Abitur Baccalauréat ab. Zurück in Deutschland absolvierte er seinen Zivildienst am Kreiskrankenhaus in Simmern und in der Hunsrück Bank eG eine Banklehre.
Seine universitäre Laufbahn begann Zeiss 1995 an der Friedrich-Alexander-Universität in Nürnberg, die er 2001 mit einem Abschluss als Diplom-Kaufmann verließ. Am Institut d’Etudes Politiques in Straßburg erwarb er ein Doppeldiplom in Internationalem Recht sowie Politikwissenschaften. In den USA legte Zeiss einen Master of Business Administration (MBA) im Bereich Internationales Marketing und Branding ab. Er wurde 2005 an der WHU – Otto Beisheim School of Management promoviert, wo er als Assistent des Rektors, Klaus Brockhoff, tätig war.
Nach seinem Einstieg im Jahr 2005 bei der TUI Deutschland GmbH in Hannover  arbeitete Zeiss in mehreren Abteilungen des Reisekonzerns in leitender Funktion, unter anderem im Kundenservice, im Produktmanagement, in der Produktentwicklung sowie im Qualitätsmanagement. Von 2009 bis 2016 war Zeiss Leiter des Nachhaltigkeitsmanagements der TUI Deutschland GmbH.
2011 übernahm er die Professur für Tourismusmanagement und Betriebswirtschaft an der Hochschule Harz in Wernigerode mit den Forschungsschwerpunkten Nachhaltigkeit und Internationaler Tourismus. Im selben Jahr gründete Zeiss das Institut für nachhaltigen Tourismus als GmbH mit Sitz an der Hochschule Harz, dessen Geschäftsführer er bis heute ist.
Auf der CMS in Stuttgart erhielt Zeiss 2015 den VDRJ Columbus Ehrenpreis. Der Preis wird seit 1975 jedes Jahr von der Vereinigung Deutscher Reisejournalisten verliehen. Zeiss wurde für seine herausragenden Verdienste um den nachhaltigen Tourismus ausgezeichnet.

## Mitgliedschaften und Ehrenämter
Zeiss ist seit 2016 der Vorsitzende des Nachhaltigkeitsausschuss des deutschen Reiseverbands (DRV), war von 2017 bis 2022 Vorsitzender der Nachhaltigkeitsinitiative der deutschen Tourismusbranche Futouris e.V. und ist dort seit 2022 Mitglied des Wissenschaftbeirats. Darüber hinaus hat er seit 2011 den Vorsitz des Umweltbeirats des Tourismusverbands Sachsen-Anhalt (LTV) in Magdeburg inne. 2022 wurde Zeiss zum Direktor des Instituts für Tourismusforschung (ITF) gewählt, ein In-Institut der Hochschule Harz. Darüber hinaus ist Zeiss Mitglied der Jury des TODO Preises des Studienkreises für Tourismus und Entwicklung.

## Schriften
- Zeiss, H., Graw, K., & Matzarakis, A. (2022). Impact of the Destination Weather Conditions on Decision and Complaint Behavior of Guests Who Booked Vacation Rentals. Atmosphere, 13(12), 1998.
- Zeiss, H. (2020). Einfluss des Urlaubswetters auf das Reklamationsverhalten von Ferienhausgästen. Zeitschrift für Tourismuswissenschaft, 12(3), 391-418.
- Gössling, S., Zeiss, H., Hall, C. M., Martin-Rios, C., Ram, Y., & Grøtte, I. P. (2018). A cross-country comparison of accommodation manager perspectives on online review manipulation. Current Issues in Tourism, S. 1–20.
- H. Zeiss, D. Dürkop: Sozio-ökonomische Effekte von all-inclusive-Anlagen in Entwicklungs- und Schwellenländern. In: Zeitschrift für Tourismuswissenschaft. Jg. 6, Heft 2, 2014, S. 169–191.
- H. Zeiss: Nachhaltiges Reisen aus Sicht eines deutschen Reiseveranstalters. In: P. Aderholz, A. Kösterke, D. von Laßberg (Hrsg.): Tourismus in Entwicklungs- und Schwellenländer. Seefeld 2013, ISBN 978-3-9815367-5-1, S. 253–256.
- M. Griese, H. Zeiss: Wie können sich Unternehmen strategisch positionieren? Positionierungen zum Thema Nachhaltigkeit. In: CCaSS News. Ausg. 17, 2012, S. 4–9.
- H. Zeiss: Die Management-Holding: Anspruch, Wirklichkeit und Weiterentwicklung. Shaker Verlag, Aachen 2006, ISBN 3-8322-4529-4.
- H. Zeiss: Das Management-Holding-Konzept: Ziele und Herausforderungen der Implementierung in Konzernen. In: Zeitschrift Führung + Organisation. 75. Jg., Nr. 4/06, 2006, S. 198–206.
- B. N. Kumar, I. Graf, H. Zeiss: Multinationale Unternehmen und internationale Korruption: Steuerungsdefizite des rechtlichen Rahmens und betriebswirtschaftliche Präventionsmaßnahmen. In: K. A. Schachtschneider, H. Piper, M. Hübsch (Hrsg.): Transport – Wirtschaft – Recht. Berlin 2001, ISBN 3-428-10265-7, S. 489–525.
- W. French, H. Zeiss, A. Scherer: Intercultural Discourse Ethics: Testing Trompenaars’ and Hampden-Turner’s Conclusions about Americans and the French. In: Journal of Business Ethics. vol. 34, Nr. 3–4, 2001, S. 145–159